# کالیشتیه (ناحیه پلهرژیموف)
کالیشتْیه (به چکی: Kaliště) یک منطقهٔ مسکونی در جمهوری چک است که در شهرستان پلهرژیموف واقع شده‌است. کالیشتیه ۳۵۰ نفر جمعیت دارد.